# The Garden (2008)
The Garden ist ein US-amerikanischer Dokumentarfilm von Scott Hamilton Kennedy aus dem Jahr 2008. Er handelt von dem Kampf um das urbane Gartengelände South Central Farm.
The Garden war unter anderem 2009 als „bester Dokumentarfilm“ für einen Oscar nominiert.

## Handlung
Die South Central Farm wurde 1992, nach den Unruhen in Los Angeles 1992 von der Stadt als Hoffnung auf Heilung der Wunden eingerichtet. Die Farm wurde von Latino-Familien bewirtschaftet und sicherte sowohl Stolz als auch Unterhalt von hunderten Familien.
Gegen Ende des Jahres 2003 wurde den 347 Bewirtschaftern eine Bekanntmachung zugestellt, in welcher der Rückverkauf an den Vorbesitzer Ralph Horowitz bekanntgemacht und zum Verlassen des Geländes aufgefordert wurde. In der Folge kam es zu Demonstrationen, Anhörungen vor dem Los Angeles City Council und verschiedenen Gerichtsverfahren, die sich über zwei Jahre hinzogen. Insbesondere die geheimen Verhandlungen um den Rückkauf wurden kritisiert – der Film porträtiert aber vielmehr einzelne Personen, hauptsächlich die betroffenen Latinos selbst. Gezeigt werden aber auch Unterstützer, darunter Politiker, wie der City-Council-Abgeordnete Tony Cardenas und der damalige Bürgermeister der Stadt Antonio Villaraigosa, die Aktivisten und Schauspieler Daryl Hannah und Danny Glover.
Der alte und neue Eigentümer Ralph Horowitz kommt nicht persönlich in dem Film vor, wird allerdings zitiert: 

„Ich habe eine große Hypothek, Grundbesitz-Steuern, Haftpflichtversicherungen – alles Kosten und Ausgaben, die jeder Eigentümer von Privatbesitz hat. Ich möchte nicht herzlos erscheinen, aber ich habe keinerlei Gewissensbisse dieses Land so zu nutzen, wie es gedacht ist.“

Letztlich wird auch der Polizeieinsatz am 13. Juni 2006 gezeigt, der in einer vollständigen Räumung des Areals endet.

## Produktion
Scott Hamilton Kennedy begann die Geschichte um die South Central Farm im Winter 2004 zu interessieren, ab da begleitete er das Geschehen um den Rückverkauf an Ralph Horowitz bis zur Planierung des Geländes. Kennedy sagte: „[M]y heart went to the garden, my heart went to the farmers who started this place, because this was a perfect example of 'give a man a fish, teach a man to fish he eats for life.“ (Mein Herz kam zu diesem Garten, mein Herz ging zu den Bauern, die diesen Ort begründet hatten – denn dies war das perfekte Beispiel für 'gib einem Menschen einen Fisch und er hat für einen Tag zu essen; lehre einen Menschen zu fischen, und er hat Essen für sein ganzes Leben'.)

## Rezeption
„From that David and Goliath setup, filmed in a straightforward style on a shoestring budget, emerge fascinating character studies that underscore both the best and worst of human nature.“

„Aus dieser David-und-Goliath-Situation heraus, gefilmt im direkten Stil mit einem Budget am seidenen Faden, entstehen Charakterstudien, die das Beste und das Schlechteste der menschlichen Natur unterstreichen.“

„Justice and Corruption and Profit are abstractions, and film is so ill suited to deal with abstractions. Nothing is less abstract than food and land and people, things "The Garden" gives us in winning abundance. It's the abstractions determining their fate that the viewer wants more of.“

„Gerechtigkeit und Korruption und Profit sind Abstraktionen, und Film [als Medium] ist so wenig geeignet mit solchen Abstraktionen umzugehen. Nichts ist weniger abstrakt, als Nahrung und Land und Menschen, Dinge, die 'The Garden' uns in gewinnender Fülle gibt. Es sind die Abstraktionen, die das Schicksal [der Betroffenen] maßgeblich beeinflusst, von denen der Zuschauer sich mehr wünscht.“

## Filmpreise
Gewonnen
- „Grand Jury Award“ des Silverdocs Documentary Festivals, 2008.

Nominierungen
- „Bester Dokumentarfilm“ der Oscarverleihung 2009
- „Golden Hugo“ des Chicago International Film Festivals, 2008